# Американська Мері
Американська Мері (англ. American Mary) — це канадський боді-горор 2012 року, сценарій якого написали і зрежисували Джен і Сільвія Соска, у головних ролях — Кетрін Ізабель, Антоніо Купо та Трістан Ріск. Ізабель грає знедолену студентку-медика, яка починає брати клієнтів із спільноти екстремальних модифікаторів тіла, щоб вирішити свої фінансові проблеми.

## Сюжет
Відчайдушно потребуючи коштів, студентка хірургії Мері подає заявку на роботу в стрип-клубі. Біллі Баркеру, власнику клубу, потрібен медичний працівник, щоб залатати чоловіка, який стікає кров'ю в підвалі його клубу, — очевидної жертви незаконних угод, і пропонує Мері 5000 доларів на екстрену операцію. Мері приймає гроші, але наступні кілька днів проводить у жаху, що злочинна діяльність, у яку вона втягнулася, послідує за нею додому.
Пізніше до Мері звертається Бітресс Джонсон, стриптизерка в клубі, яка зробила екстремальну пластичну операцію, щоб зробити себе схожою на Бетті Буп. Вона пропонує Мері велику суму грошей, щоб зробити незаконну операцію її подрузі Рубі Реалгерл (яка насправді не «справжня дівчина») у ветеринарній клініці. Рубі, як і більшість людей, бажає перетворитися на живу ляльку, і їй не вдалося знайти хірурга, готового виконати останній крок у її перетворенні: видалити її соски, усі зовнішні статеві органи та частково зашити її вульву, що вважається каліченням жіночих статевих органів, яке є незаконним у США зі зрозумілих причин. Мері погоджується, і наступна публікація в блозі Рубі знайомить Мері зі світом екстремальних модифікацій тіла.
Мері починає ординатуру за спеціальністю хірургія, і її вчителі та наставники хвалять її багатообіцяючі навички. Лікар на ім'я доктор Уолш запрошує Мері на вечірку з кількома головними хірургами її лікарні, яка, на її думку, є нетворкінгом; однак вона виявляє, що була єдиною запрошеною молодою студенткою. Хірурги вчиняють розпусні дії щодо інших присутніх, які є ескортницями. На вечірці Мері накачує наркотиками і ґвалтує її колишній учитель і розшукуваний психопат доктор Алан Грант, який знімає це від імені жорстокого злочинного синдикату. Пізніше Мері залишає ординатуру.
Мері наймає Біллі та його силовиків, щоб викрасти Гранта та доставити його до своєї квартири, де вона тримає його в заручниках і використовує як «практикувальний» матеріал для своїх екстремальних операцій після того, як усі докази його існування буде стерто з Інтернету та державних записів, гарантуючи, що ніхто ніколи не зможе його знайти. Використовуючи фотографії Гранта для свого портфоліо, Мері починає робити операції з модифікації тіла на постійній основі. Каналами темної мережі швидко поширюється інформація про те, що «Кривава Мері» — хірург великої майстерності, готовий виконати будь-яку екстремальну операцію.
Пізніше поліцейський детектив Долор допитує Мері про зникнення Гранта, пояснюючи, що її ім'я було в списку жінок котрі могли мати образу на Гранта, який дав йому доктор Уолш. Біллі, який прив'язався до Мері, викрадає і б'є доктора Волша від її імені. Під час тортур Гранта охоронець виявляє Мері та нападає на неї, намагаючись звільнити його, але Мері забиває його до смерті. Детектив Долор знову спілкується з Мері, вважаючи, що вона стала жертвою однієї з сексуальних вечірок, організованих двома зниклими лікарями, і сподіваючись допомогти їй.
Бабуся Мері помирає, через що її психічний стан ще більше погіршується. Вона бачить, як Біллі отримує мінет від однієї зі стриптизерок у його клубі, і з ревнощів нападає на дівчину з хірургічними інструментами у ванній кімнаті. Через інтерес до неї поліції Мері починає хвилюватися, що запис її зґвалтування, який мав бути знищений, знайдуть найманці, найняті для допомоги у справі.
Тим часом чоловік Рубі, сповнений бажання помсти після того, як побачив свою нещодавно модифіковану дружину, катує Беатресс майже до смерті, щоб дізнатися, де знаходиться Мері, перш ніж влаштувати їй засідку з ножем біля її будинку. Мері намагається зашити рану самостійно, але зрештою помирає від втрати крові в операційній. Її виявляє поліція, яка не має уявлення, що відбувається, і вирішує сфабрикувати докази того, що Грант убив її та сховався, оскільки належне розслідування було б дуже дорогим.

## Акторський склад
- Кетрін Ізабель у ролі Мері Мейсон, студентки медичного факультету та хірурга-початківця. У відчаї вона проводить екстремальні операції з модифікації тіла, щоб вирішити свої фінансові проблеми.
- Антоніо Купо[en] у ролі Біллі Баркера, власника стрип-клубу, де Мері влаштовується на роботу.
- Трістан Ріск[en] у ролі Беатресс Джонсон, стриптизерки, яка хірургічним шляхом змінила себе, щоб стати схожою на Бетті Буп.
- Девід Ловгрен[en] у ролі доктора Алана Гранта, божевільного та збоченого професора Мері на медичному факультеті.
- Паула Ліндберг[d] у ролі Рубі Реалґерл, модельєрки, яка мріє стати людською лялькою.
- Джулія Максвелл[de] у ролі Тесси, племінниці Беатресс, яка працює адміністраторкою у ветеринарній клініці.
- Джон Еммет Трейсі[en] у ролі детектива Долора, поліцейського детектива, який підозрює причетність Мері до зникнення доктора Гранта.
- Тван Голлідей у ролі Ленса Дельгрегго, одного з силовиків Біллі.
- Тревіс Воттерс у ролі містера Реалґерл, чоловіка Рубі з невдалим прізвищем.

### Камео
Сестри Соска з'являються в образі демонічних близнюків з Берліна; їхні батьки, батько Маріус та мати Агнес, також з'являються у другорядних ролях відповідно доктора Януша, професора медичного факультету, та жінки-поліцейської.

## Виробництво
Зйомки фільму проходили у Ванкувері, Британська Колумбія, Канада. Не було жодних візуальних ефектів після виробництва; усі візуальні ефекти — практичні, і багатьох пацієнтів Мері зображували люди зі справжніми модифікаціями тіла. Роль Мері була написана спеціально для Кетрін Ізабель. Сценарій був написаний, коли сестри Соска намагалися продати свій фільм «Мертва повія у багажнику», і він відображає деякий досвід, який вони мали в кіноіндустрії, наприклад, зустрічі з аморальними людьми, які спочатку здаються респектабельними.

## Реліз
Прем'єра фільму «Американська Мері» відбулася на Лондонському кінофестивалі «FrightFest» 27 серпня 2012 року. Обмежений прокат у кінотеатрах США відбувся 31 травня 2013 року, а 16 травня 2013 року фільм став доступним у форматі відео на вимогу.

### Домашні медіа
Фільм був випущений на DVD та Blu-ray у Великій Британії 21 січня 2013 року компанією «Universal Pictures UK». Реліз включає позакадрове фільмування з акторами та знімальною групою, а також повнометражний фільм під назвою «Американська Мері в Лондоні», в якому детально розповідається про світову прем'єру.

## Сприйняття
Rotten Tomatoes, агрегатор рецензій, повідомляє, що 62 % з 52 опитаних критиків дали позитивні відгуки; середня оцінка становила 5,9/10. У консенсусі сайту написано: «Фільм трохи страждає від нерівномірної акторської гри та невражаючої кульмінації, але „Американська Мері“ використовує чорний гумор та вражаючу візуальну складову, щоб подарувати криваві, моторошні відчуття любителям боді-хорорів». Він має оцінку 46 зі 100 на Metacritic на основі 15 відгуків. Енді Вебстер з «Нью-Йорк таймс» визначив його як «Вибір критиків Нью-Йорка» та написав, що «Американська Мері» «поєднує в собі кров, тихий жах, феміністичну переконаність та візуальний класицизм, часто використовуючи червону палітру, з вражаючою, невимушеною майстерністю». Джошуа Роткопф з «Time Out New York» оцінив фільм на 2/5 і написав, що фільм починається багатообіцяюче, але в кінці «доводить до жахливого результату». Денніс Гарві з «Вараєті» назвав фільм «екстравагантним та цікавим», але сказав, що він «не розвиває всі свої наративні та тематичні ідеї повною мірою». Гері Голдштейн з «Лос-Анджелес Таймс» написав, що фільм «став млявим і розфокусованим після привабливо-сентиментальної, шалено напруженої першої половини».